# 1961年埃塞俄比亚大选
1961年埃塞俄比亚举行大选，此次选举中所有政党被禁止，因此众议院中候选人都为独立参选人。同时，议席数量从210个增加到250个。